# 王宗源 (跳水运动员)
王宗源（2001年10月24日—），中国男子跳水运动员。

## 运动生涯
2022年5月3日被授予中国青年五四奖章。

## 战绩

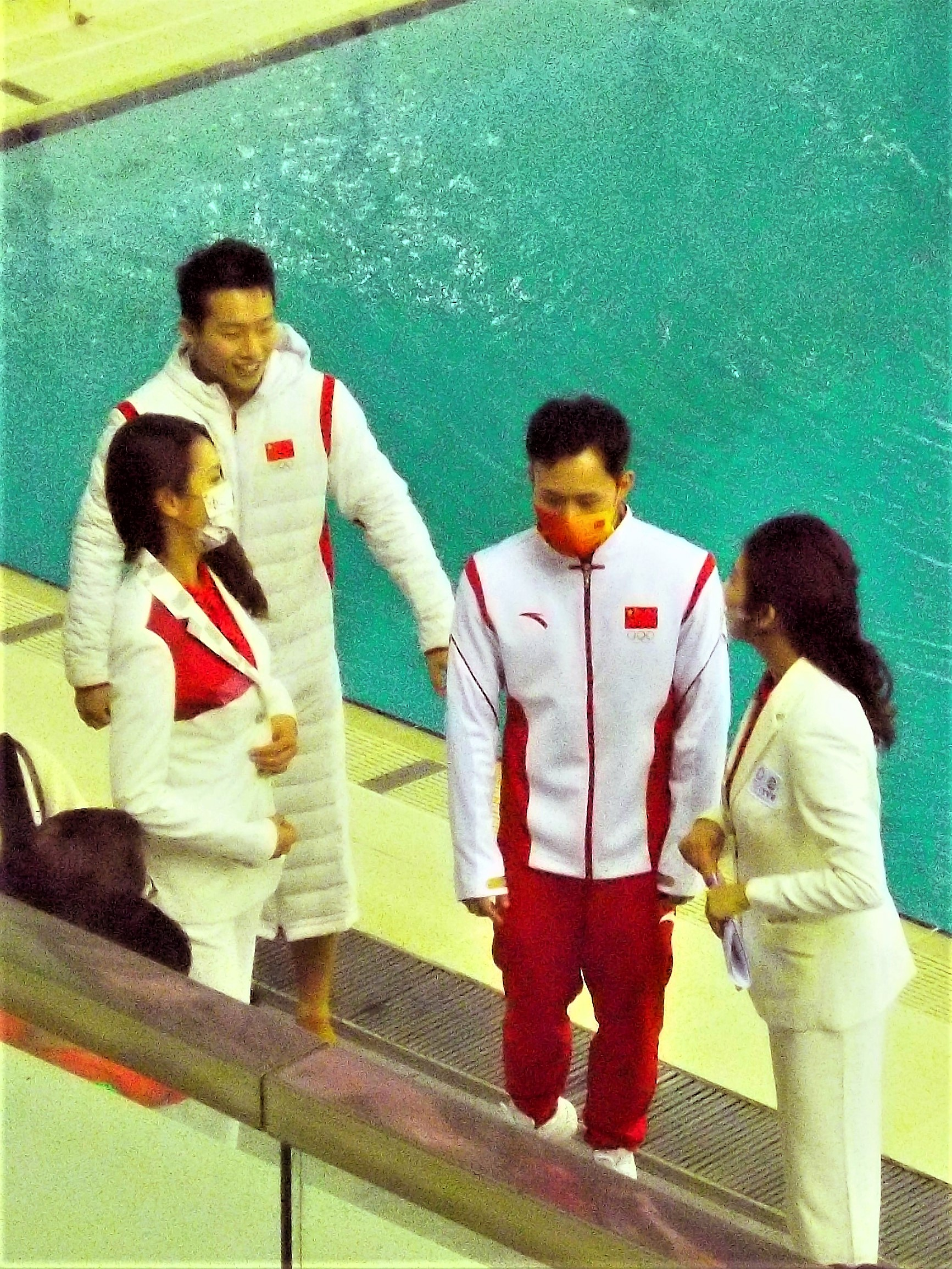
王宗源（左二）和奧運金牌隊友謝思埸（右二）

他曾获得2019年世界游泳锦标赛跳水比赛男子1米跳板金牌。他也曾获得2019年世界军人运动会跳水比赛男子1米跳板金牌、男子3米跳板银牌、男子双人3米跳板金牌和男子团体金牌。2021年8月，他在2020年夏季奥林匹克运动会夥拍謝思埸於男子双人3米跳板项目中获得金牌，又個人在男子3米跳板中获得银牌。